# Korrekt gestelltes Problem
Ein mathematisches Problem heißt korrekt gestellt (auch wohlgestellt, gut gestellt oder sachgemäß gestellt), wenn folgende Bedingungen erfüllt sind:
1. Das Problem hat eine Lösung (Existenz).
2. Diese Lösung ist eindeutig bestimmt (Eindeutigkeit).
3. Diese Lösung hängt stetig von den Eingangsdaten ab.

Ist eine dieser Bedingungen nicht erfüllt, so heißt das Problem inkorrekt gestellt (oder auch schlecht gestellt). Diese Definition geht zurück auf Jacques Hadamard, daher nennt man die obigen Bedingungen auch „Hadamard'sche Forderungen“.

## Motivation
Um Probleme aus Physik, Technik oder anderen Naturwissenschaften mit Hilfe der Methoden der Mathematik oder der Numerik behandeln zu können, muss das Problem zunächst als ein mathematisches Modell formuliert werden. Wissen wir bei dem zu beschreibenden realen Vorgang (z. B. aus unserer Erfahrung und aus dem Gefühl „Die Natur macht keine Sprünge“), dass eine Lösung existiert, diese eindeutig bestimmt ist und sich nicht sehr ändert, wenn man die Eingangsdaten nur wenig ändert, so würden wir uns ein derartiges Verhalten auch für die Lösung des entsprechenden mathematischen Modells wünschen. 
Bei dem mathematischen Modell sind alle diese Eigenschaften keineswegs klar. Sie können auch nicht aus den Eigenschaften des entsprechenden physikalischen Systems abgeleitet werden, da bei der mathematischen Modellierung immer gewisse Aspekte der Realität (beispielsweise Reibung) ausgeblendet werden. Man muss daher mit mathematischen Methoden nachweisen, dass die Bedingungen 1 bis 3 erfüllt sind.

## Bedeutung
Die dritte Bedingung (stetige Abhängigkeit der Lösung von den Eingangsdaten) besagt gerade, dass sich bei kleiner Änderung der Eingangsdaten auch die Lösung des Problems nur wenig ändert. Dies ist in vielen Anwendungen wichtig, da hier oftmals die Eingangsdaten nur als fehlerbehaftete Messdaten vorliegen. Ist diese dritte Bedingung aber nicht erfüllt, so hat das  sogar die Konsequenz, dass in beliebiger „Nähe“ eines lösbaren Problems unendlich viele Probleme ohne Lösung liegen.
Für korrekt gestellte Probleme ist im Regelfall ein stabiler numerischer Lösungsalgorithmus bekannt, schlecht gestellte Probleme müssen meist zunächst umformuliert werden, beispielsweise mittels Regularisierungstechniken.

## Beispiele
Das Anfangswertproblem zur Wärmeleitungsgleichung führt beispielsweise auf korrekt gestellte Probleme. Dagegen ist das entsprechende inverse Problem (gegeben eine Lösung, bestimme die Anfangsdaten) schlecht gestellt. 
Im Allgemeinen sind partielle Differentialgleichungen nur dann korrekt gestellt, wenn zum Grundtyp passende Anfangs- und/oder Randbedingungen vorgegeben werden. So ist beispielsweise die Wellengleichung als Anfangswertproblem korrekt gestellt, als reines Randwertproblem muss jedoch nicht unbedingt eine Lösung existieren. Eine ähnliche Situation liegt bei der Laplace-Gleichung vor: Hier ist das Randwertproblem korrekt gestellt, das Anfangswertproblem (wobei eine Koordinate die Funktion der Zeit übernimmt) jedoch nicht.
Es hat sich gezeigt, dass sehr viele interessante mathematische Probleme (z. B. in der Computertomographie, der Lagerstättenexploration) diese Korrektheitsbedingungen verletzen. So können Messfehler dazu beitragen, dass Bedingung 1 verletzt wird. Die Struktur des Problems kann dazu führen, dass Bedingung 3 verletzt wird.